# کلاهبرداران دادگاه
کلاهبرداران دادگاه (انگلیسی: Court House Crooks) یک فیلم کمدی صامت کوتاه آمریکایی است که در سال ۱۹۱۵ منتشر شد. از بازیگران این فیلم می‌توان به فورد استرلینگ، چارلز آرلینگ، مینتا دارفی، بیلی بنت، لوئیز کارور، جاش بینی و هارولد لوید اشاره کرد.